# Друге якобітське повстання
Якобітське повстання 1745 року — друга (передостання, остання буде під час Семирічної війни) серйозна спроба династії Стюартів повернути британську корону.
Повстання в Шотландії підняв «молодий претендент» Карл Едвард Стюарт (відомий також як «красунчик Чарлі»), не зважаючи на те, що був ще живий «старий претендент» (його батько Джеймс Френсіс Едвард Стюарт).
Повстання відзнаменувалося останнім в історії військовим зіткненням на території острову Велика Британія — битві при Калло́дені, що відбулося у 1746 році й завершилося поразкою якобітів.

## Нотатки
1. ↑  Також відоме як Повстання сорок п'ятого (Forty-five Rebellion), або шотл. гел. Bliadhna Theàrlaich, [ˈpliən̪ˠə ˈhjaːrˠl̪ˠɪç], досл. «Рік Чарльза»)